# Ukraińskie Włościańsko-Robotnicze Zjednoczenie Socjalistyczne
Ukraińskie Włościańsko-Robotnicze Zjednoczenie Socjalistyczne, Sel-Rob – ukraińska rewolucyjna chłopska partia polityczna, działająca w okresie II Rzeczypospolitej.
Została utworzona na zjeździe we Lwowie 10 października 1926. Ostatecznie uformowała się na początku 1927, po połączeniu większej części wołyńsko-chełmskiej partii Sel-Sojuz oraz galicyjskiej grupy "Narodna Wolja". Walczyła ona o wprowadzenie ustroju socjalistycznego i walki narodowowyzwoleńczej ukraińskich chłopów i robotników, politycznie i społecznie zbliżona do Komunistycznej Partii Zachodniej Ukrainy.
W jesieni 1927 doszło do rozłamu na "Sel-Rob" ("Prawicę") i "Sel-Rob Lewicę" ("Jedność"), która blisko współpracowała z KPZU. Głównymi działaczami Sel-Robu Lewicy byli: Kyryło Walnyćkyj, Mykoła Zajac, K. Pełechatyj.
Oba odłamy partii wzięły udział w wyborach 1928 i 1930 roku, zdobywając 6 mandatów do Sejmu RP – 4 Sel-Rob (Stepan Wołyneć, Adrian Senjuk, Iwan Fedoruk, Maksym Czuczmaj), i 2 Sel-Rob Lewica (Kyryło Walnyćkyj, Mykoła Zajac).
Partia została rozwiązana przez władze polskie 26 września 1932.